# 基特曼斯胡普

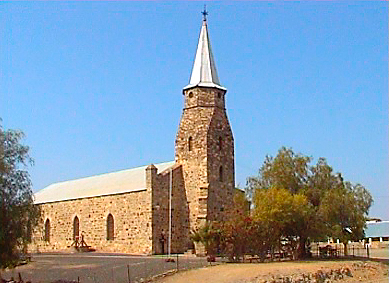
礼贤会在基特曼斯胡普

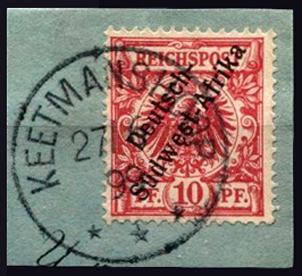
德国西南非洲的邮票邮戳日期1899年基特曼斯胡普

基特曼斯胡普（Keetmanshoop），是纳米比亚南部卡拉斯区首府，为泛纳米布铁路上重要的中间站，人口16800人。
该地原为纳米布沙漠中的一个绿洲。1866年，德国礼贤会教士在此建立传教点，并以赞助者约翰·基特曼的名字命名为“基特曼斯胡普”，意为“基特曼的希望”。